# مقدادیه (زرندیه)
مقدادیه یک روستا در ایران است که در بخش مرکزی شهرستان زرندیه در استان مرکزی واقع شده‌است.

## جمعیت
این روستا در دهستان حکیم‌آباد قرار دارد و براساس سرشماری مرکز آمار ایران در سال ۱۳۸۵، جمعیت آن ۴۵ نفر (۱۰ خانوار) بوده‌است.